# Wiatr z południa
Wiatr z południa (wł. Vento del sud) – włoski dramat filmowy z 1960 roku w reżyserii Enzo Provenzalego, z Renato Salvatorim i Claudią Cardinale w rolach głównych.

## Fabuła
Antonio Spagara, młody sycylijski robotnik, otrzymuje od mafii zadanie zamordowania szlachcica, markiza Macriego. Jednak w ostatniej chwili Antonio łamie obietnicę i zamiast zabić ojca, ucieka do Palermo z jego córką Grazią. Życie w stolicy Sycylii nie jest usłane różami. Młody mężczyzna musi stawić czoła ojcu i despotycznej siostrze Deodacie. Co gorsza, mafia nie zamierza tolerować dezercji Antonia....

## Obsada
- Renato Salvatori jako Antonio Spagara
- Claudia Cardinale jako Grazia Macri
- Rossella Falk jako Deodata Macri
- Laura Adani jako baronowa
- Giuseppe Cirino jako Luigino
- Salvatore Fazio jako rycerz
- Ivo Garrani jako ojciec chrzestny
- Annibale Ninchi jako markiz Macri
- Sara Simoni jako gospodyni
- Franco Volpi jako Guido Lo Gozzo

## Produkcja
Zdjęcia kręcono we Włoszech w następujących lokacjach:
- Rzym (Piazza San Pietro in Vincoli);
- Palermo;
- prowincja Trapani (Marsala, Paceco, San Vito Lo Capo)[2].